# 布爾克山
布爾克山（英語：Mount Bulcke）是南極洲的山峰，位於帕默群島的布拉班特島南端，海拔高度1,030米，由比利時探險隊發現，現時由南極條約體系管理。